# Кустин (Бердичівський район)
Ку́стин — село в Україні, у Бердичівському районі Житомирської області. Населення становить 176 осіб.

## Географія
У селі річка П'ятигірка впадає у Гнилоп'ятку.

## Населення
Згідно з переписом УРСР 1989 року чисельність наявного населення села становила 161 особа, з яких 66 чоловіків та 95 жінок.
За переписом населення України 2001 року в селі мешкали 242 особи.

### Мова
Розподіл населення за рідною мовою за даними перепису 2001 року:
| Мова       | Відсоток |
| ---------- | -------- |
| українська | 79,55 %  |
| російська  | 20,45 %  |

## Історія
У 1923—54 роках — адміністративний центр Кустинської сільської ради Бердичівського району.